# Patrizia Busignani
Patrizia Busignani, född 11 maj 1959, är en sanmarinsk politiker och tidigare statschef. Hon är född i Belgien..
Mellan 1983 och 1990 var Busignani ordförande för Förenade socialistpartiet (italienska Partito Socialista Unitario). Efter flera partisammanslagningar och ombildningar, kom Busignani att tillhöra det nya partiet  Partito dei Socialisti e dei Democratici, PSD år 2005.
Busignani tillträddes som San Marinos regerande kapten tillsammans med Salvatore Tonelli den 1 april 1993.
Efter sin mandatperiod var Busignani verksam i olika socialdemokratiska organisationer. År 2006 lade hon fram ett initiativ i Europarådet som syftade till att motverka våld mot kvinnor genom insatser över hela Europa.